# NGC 2265
NGC 2265 – grupa gwiazd znajdująca się w gwiazdozbiorze Bliźniąt, klasyfikowana jako gromada otwarta lub asteryzm. Odkrył ją John Herschel 23 stycznia 1832 roku. Znajduje się w odległości ok. 7045 lat świetlnych od Słońca oraz 34,4 tys. lat świetlnych od centrum Galaktyki.